# NGC 5454
NGC 5454 ist eine Linsenförmige Galaxie vom Hubble-Typ „S0“ im Sternbild Bärenhüter am Nordsternhimmel. Sie ist schätzungsweise 343 Millionen Lichtjahre von der Milchstraße entfernt und hat einen Durchmesser von etwa 155.000 Lichtjahren.
Im selben Himmelsareal befindet sich u. a. die Galaxie IC 970.
Das Objekt wurde am 21. April 1865 von Heinrich Louis d’Arrest entdeckt.